# Dysstroma truncata
Chloroclysta truncata là một loài bướm đêm trong họ Geometridae.

## Hình ảnh

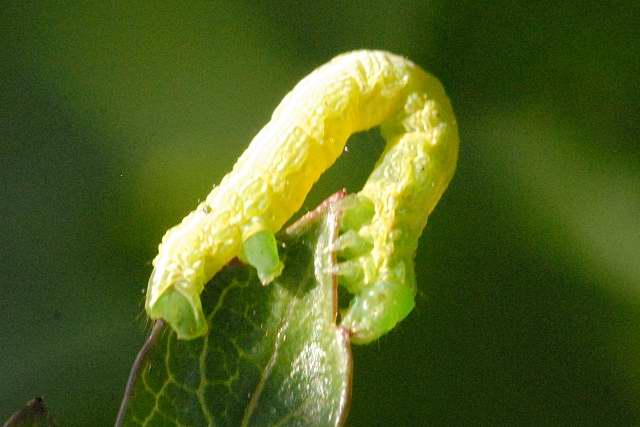
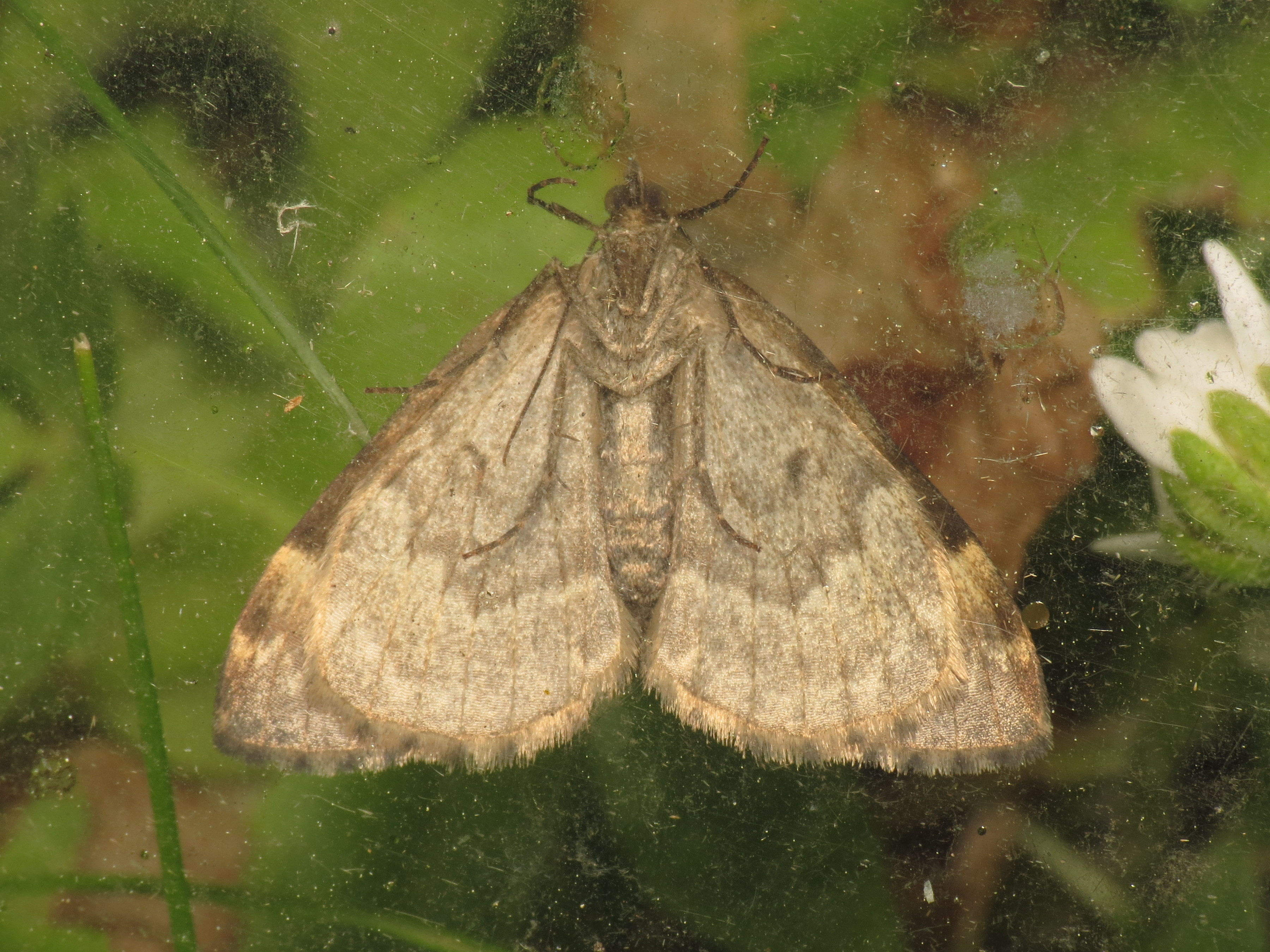
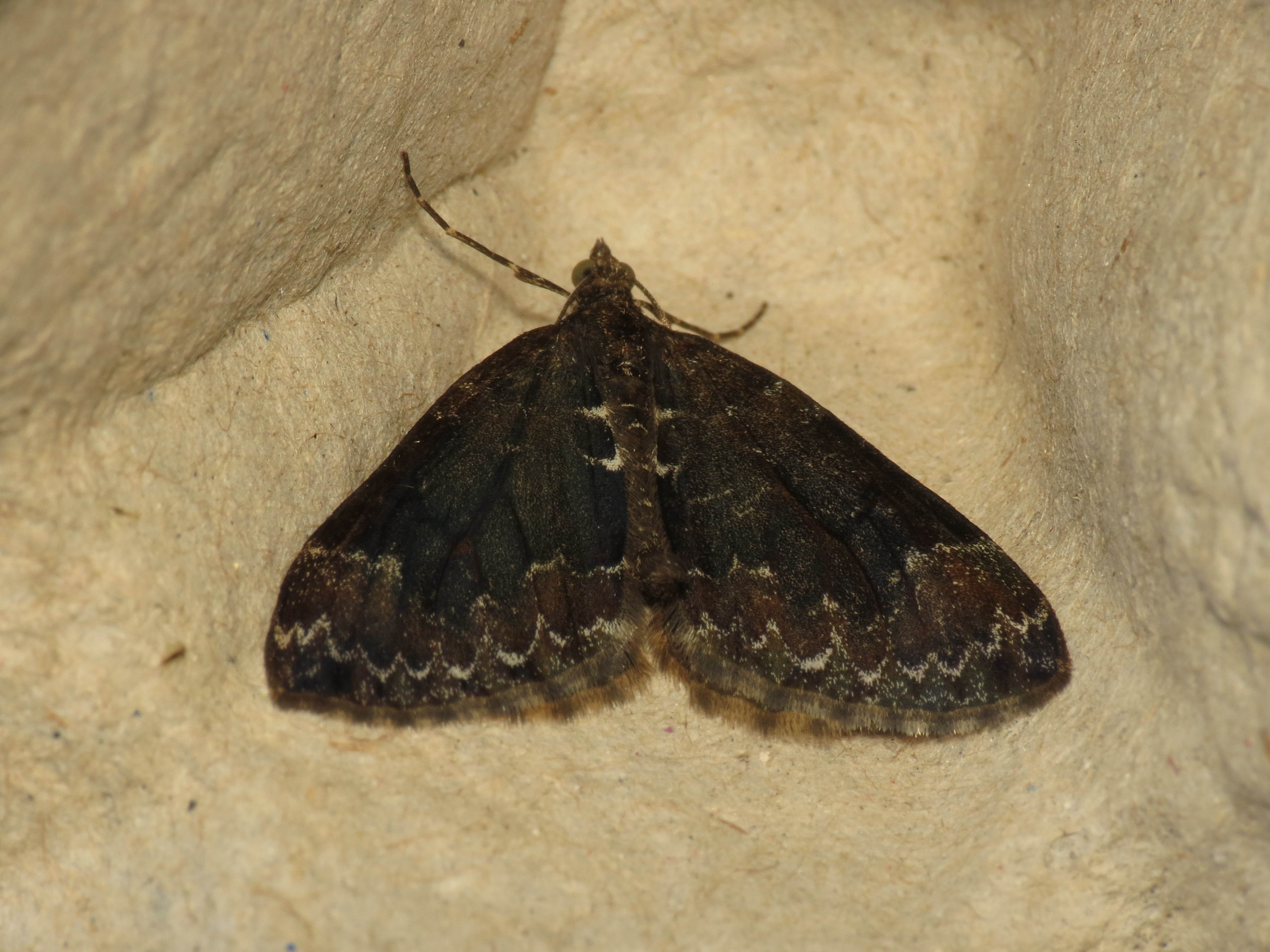
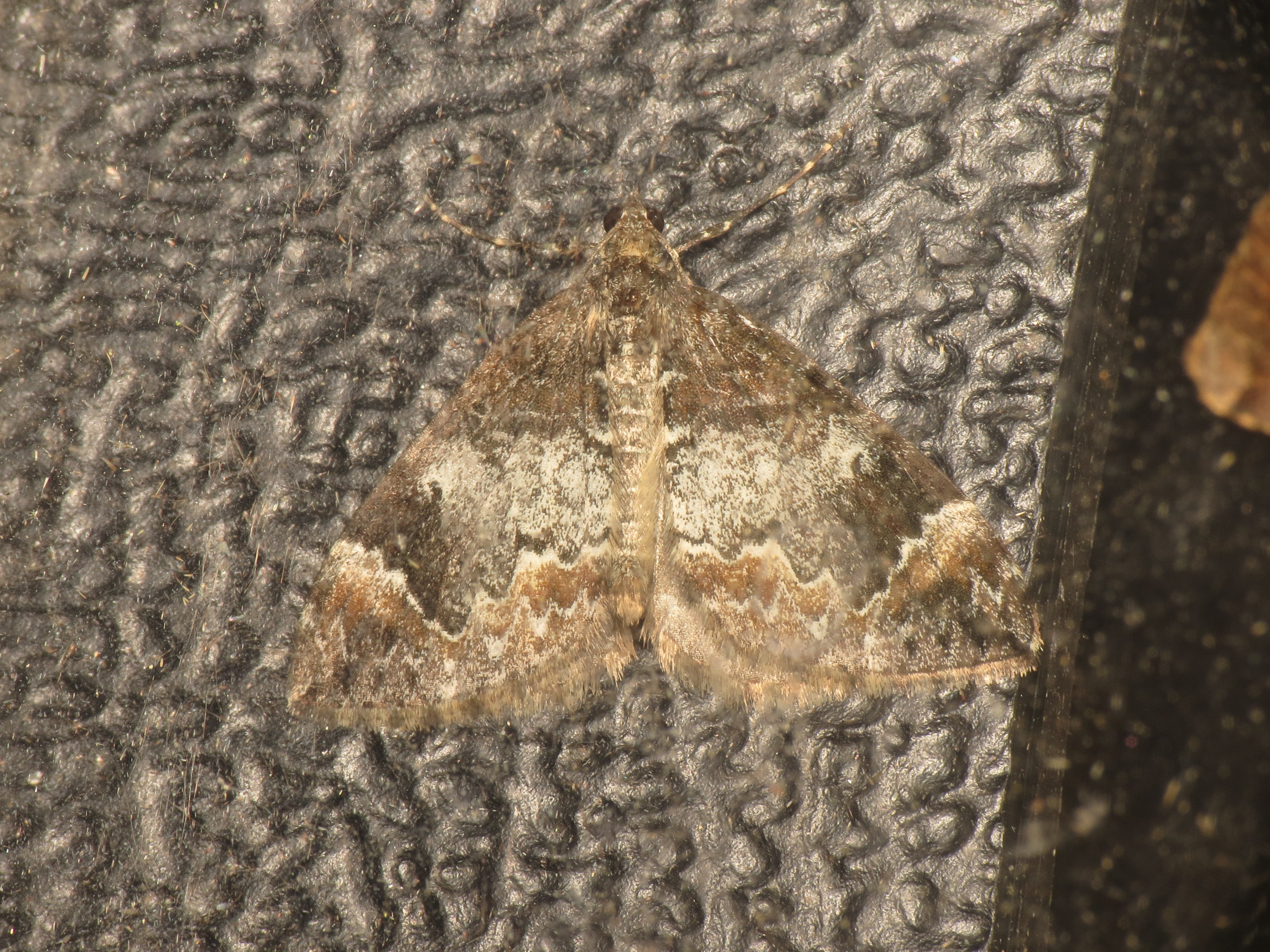